# Chevry, Ain
Chevry är en kommun i departementet Ain i regionen Auvergne-Rhône-Alpes i östra Frankrike. Kommunen ligger  i kantonen Gex som ligger i arrondissementet Gex. Kommunens areal är 5,84 km². År 2022 hade Chevry 2 301 invånare.

## Befolkningsutveckling
Antalet invånare i kommunen Chevry
Referens: INSEE